# فيدل روتشا دوس سانتوس
فيدل روتشا دوس سانتوس (بالبرتغالية: Fidel Rocha dos Santos‏) هو لاعب كرة قدم برازيلي، ولد في 1993.